# ديفوسية
ديفوسية (الاسم العلمي: Devosia) هي جنس من بكتيريا التربة، سلبية الغرام، تتبع فصيلة الخيطبيات. سميت نسبةً إلى أخصائي الأحياء الدقيقة البلجيكي بول دي فوس. تتحرك الديفوسية بالأسواط، وشكل الخلايا عصوية.

## أصنوفات
الأصنوفات الأدنى لهذا الكائن:
- ديفوسية جيوجية
- ديفوسية تربة الجانسنغ
- ديفوسية جليدية [الإنجليزية]
- ديفوسية هونغانية[2]
- Devosia humi [الإنجليزية]
- ديفوسية هواسونية
- ديفوسية الجزيرة
- Devosia limi [الإنجليزية]
- ديفوسية ميشوستينية[2]
- Devosia neptuniae [الإنجليزية]
- ديفوسية المحيط الهادئ
- ديفوسية محبة للبرودة
- ديفوسية ريبوفلافينية
- Devosia soli [الإنجليزية]
- Devosia subaequoris [الإنجليزية]
- Devosia submarina [الإنجليزية]
- Devosia terrae [الإنجليزية]
- ديفوسية ياكوشيمية